# Кузкі (Венґровський повіт)
Кузкі (пол. Kózki) — село в Польщі, у гміні Ґрембкув Венґровського повіту Мазовецького воєводства.
Населення — 174 особи (2011).
У 1975-1998 роках село належало до Седлецького воєводства.

## Демографія
Демографічна структура станом на 31 березня 2011 року:
|          | Загалом | Допрацездатний вік | Працездатний вік | Постпрацездатний вік |
| -------- | ------- | ------------------ | ---------------- | -------------------- |
| Чоловіки | 93      | 11                 | 66               | 16                   |
| Жінки    | 81      | 11                 | 44               | 26                   |
| Разом    | 174     | 22                 | 110              | 42                   |